# Achille Rack
Achille Rack (* 19. Juni 1815 in Benfeld; † 9. Februar 1886 ebenda) war elsässischer Mediziner, Bürgermeister und Mitglied des Deutschen Reichstags.

## Leben
Rack, der katholischer Konfession war, besuchte die Universität Straßburg, beendete das Studium als Dr. med. und wurde praktischer Arzt und war seit 1867 Mitglied des Bezirkstages, früher Conseil Général, von Elsaß-Lothringen. 1878 bis 1886 gehörte er als vom Bezirkstag Unter-Elsaß gewähltes Mitglied dem Landesausschuss des Reichslandes Elsaß-Lothringen an. Er war Bürgermeister von Benfeld seit 1852.
Von 1877 bis 1881 war er Mitglied des Deutschen Reichstags für den Wahlkreis Elsaß-Lothringen 7 (Molsheim, Erstein) und die Elsaß-Lothringische Protestpartei.